# Logitech G27
El Logitech G27 es un volante de videojuegos fabricado por Logitech y diseñado para automovilismo virtual para computadora, PlayStation 2, PlayStation 3, PlayStation 4. Este usa el interaz USB y está basado en su predecesor, el Logitech G25. El Logitech G27 dejó de venderse en diciembre de 2015 en favor de sus sucesores Logitech G29 y G920.

## Especificaciones
- Volante de 270mm con: ajuste de rotación hasta 900 grados, 2 motores de Force Feedback, 2 paletas de cambios, 6 botones
- Set de pedales de acero inoxidable incluyendo: acelerador, freno, embrague.
- Unidad de cambios con: 8 Botones, pad direccional, palanca de cambios de 6 velocidades manual, la reversa se selecciona presionando la palanca hacia abajo y cambiar a sexta, no como el G25. La palanca no incluye un selector para cambiar a modo secuencial, solo las 6 marchas manuales.

## Enlaces
- Sitio web oficial
- https://web.archive.org/web/20160428043644/http://tecnogg.com/volante-para-pc/

- Datos: Q6667697